# جون مكمان
جون مكمان (بالإنجليزية: John McMahon)‏ (7 ديسمبر 1949 في المملكة المتحدة - ) هو لاعب كرة قدم بريطاني في مركز الظهير. لعب مع بريستون نورث إيند ونادي ترانمير روفرز لكرة القدم ونادي تشيسترفيلد ونادي ساوثيند يونايتد ونادي كرو ألكساندرا وويغان أتلتيك ونادي ألترينتشام.

## وصلات خارجية
- جون مكمان على موقع قاعدة بيانات كرة القدم.إي يو (الإنجليزية)